# Лесничество (Костромская область)
Лесничество — местечко в составе Шекшемского сельского поселения Шарьинского района Костромской области России.

## География
Местечко находится на востоке Костромской области в 3 километрах к западу от реки Ветлуга. Ближайшие населенные пункты Безнег, Кузнецово.

### Часовой пояс
Местечко Лесничество, как и вся Костромская область, находится в часовой зоне МСК (московское время). Смещение применяемого времени относительно UTC составляет +3:00.

## История
Согласно Закону Костромской области от 24 апреля 2017 года № 229-6-ЗКО Кузнецово переведено из упразднённого Варакинского сельского поселения в состав Шекшемского сельского поселения.

## Население
| 2008 | 2010 | 2014 |
| ---- | ---- | ---- |
| 0    | →0   | →0   |

## Инфраструктура
Отсутствует.